# Gevlekte linsang
De gevlekte linsang, ook wel Aziatische linsang (Prionodon pardicolor) is een roofdier uit de familie van de Aziatische linsangs (Prionodontidae).

## Kenmerken
Het lichaam is klein, spichtig en lenig, de lange en stevige staart wordt gebruikt om het evenwicht te bewaren. De kleur is geel tot geelbruin en over het hele lijf is een zwart vlekkenpatroon aanwezig dat per lichaamsdeel enigszins verschilt; de vlekken op de rug zijn luipaardachtig en rond, de staart is gebandeerd. Hierdoor lijkt de gevlekte linsang vanuit de verte enigszins op een python. Mannetjes zijn ongeveer twee keer zo groot als de vrouwtjes.

## Leefwijze
Ze eten kleine dieren zoals kikkers, slangen, ratten en muizen, soms ook wel aas. Linsangs zijn nachtdieren, dat houdt in dat ze ’s nachts actief zijn. Bij het jagen in het donker kunnen ze de grote ogen en oren goed gebruiken.

## Voortplanting
Er worden meestal 2 of 3 jongen geboren, wat vaak in februari of augustus gebeurt.

## Verspreiding
De soort komt voor in bergachtige, bosrijke habitats in Azië in de landen Borneo, zuidelijk China, Java, Laos, Maleisië, Myanmar, Nepal, Sumatra, Thailand en Vietnam.